# Eczemothea
Eczemothea – rodzaj chrząszczy z rodziny kózkowatych i podrodziny zgrzypikowych. 

## Zasięg występowania
Przedstawiciele tego rodzaju występują na  wyspie Celebes.

## Systematyka
Do Eczemothea należą 2 gatunki:
- Eczemothea caenosa
- Eczemothea pustulifera